# Петровка (Бурлинський район)
Петро́вка (рос. Петровка) — село у складі Бурлинського району Алтайського краю, Росія. Входить до складу Бурлинської сільської ради.

## Населення
Населення — 203 особи (2010; 300 у 2002).
Національний склад (станом на 2002 рік):
- росіяни — 71 %